# SN 2009nc
SN 2009nc – supernowa typu Ia odkryta 8 listopada 2009 roku w galaktyce A113307+2441. W momencie odkrycia miała maksymalną jasność 18,60m.